# VGH Versicherungen

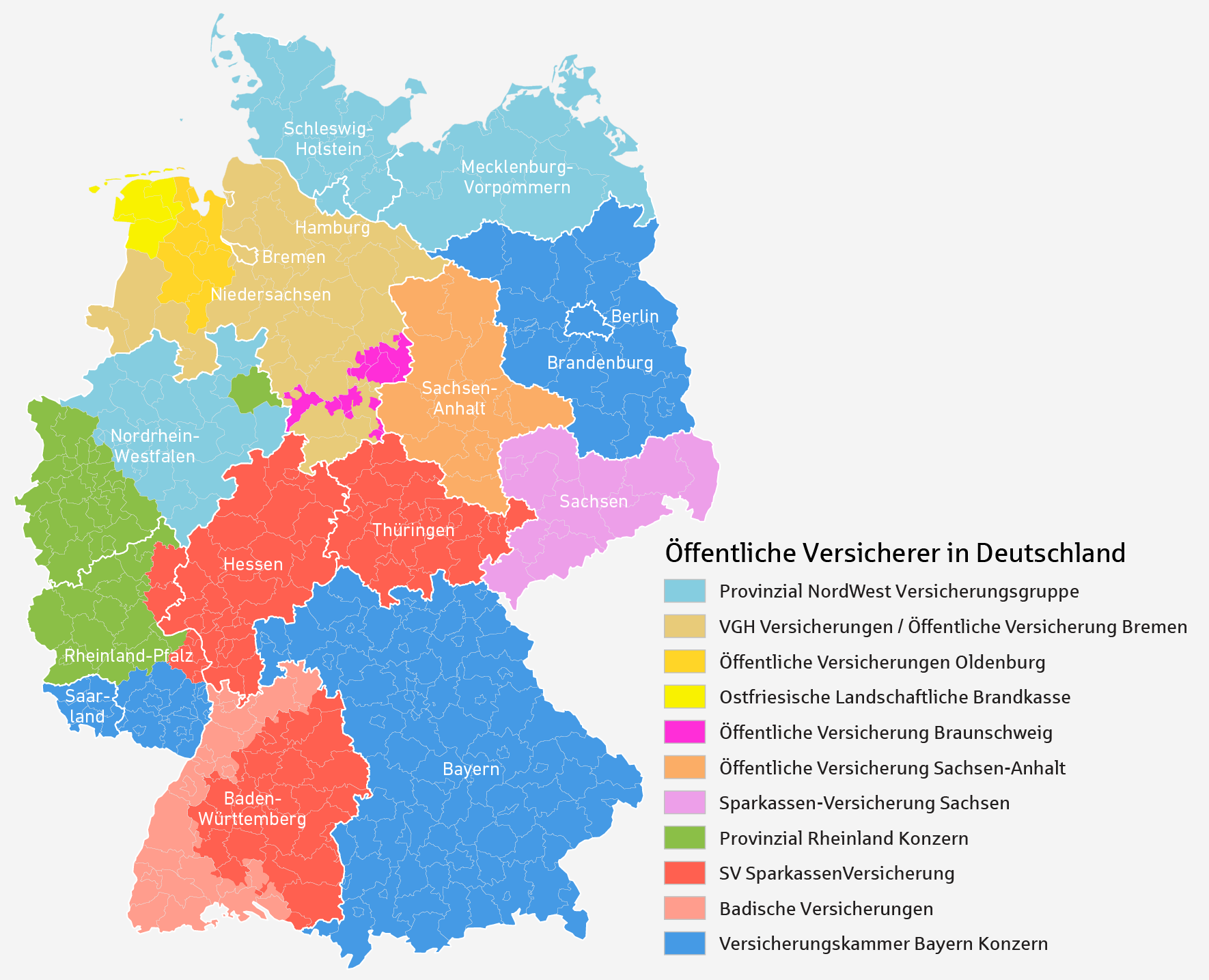
Geschäftsgebiete der Öffentlichen Versicherer in Deutschland

Die VGH Versicherungen sind ein Zusammenschluss der Landschaftlichen Brandkasse Hannover, der Provinzial Lebensversicherung Hannover, der Provinzial Krankenversicherung Hannover AG und der Provinzial Pensionskasse Hannover AG. Sie bilden eine öffentlich-rechtlich organisierte Versicherungsgruppe und sind der größte Regionalversicherer Niedersachsens.
In Bremen bietet die VGH ihre Produkte und Services unter der Regionalmarke ÖVB Versicherungen an.

## Versicherungsbestand und -gebiet
Die VGH verwaltet etwa 4,8 Millionen Versicherungsverträge und betreut rund 1,6 Millionen Kunden, darunter sowohl Privat- als auch Firmenkunden sowie landwirtschaftliche Betriebe, Kommunen und Kirchen.
Das geografische Geschäftsgebiet der VGH umfasst das ehemalige Land Hannover (außer Ostfriesland) und das ehemalige Land Schaumburg-Lippe, womit die Versicherungsgruppe im größten Teil Niedersachsens aktiv ist. Zum Unternehmensverbund gehören außerdem die Alte Oldenburger Krankenversicherung AG, die Öffentlichen Versicherungen Oldenburg (ÖVO) sowie die Öffentlichen Versicherungen Sachsen-Anhalt (ÖSA).
Damit ist die VGH das größte öffentlich-rechtliche Versicherungsunternehmen in Niedersachsen und das drittgrößte Versicherungsunternehmen in dem Bundesland nach dem Talanx-Konzern und der VHV-Gruppe.

## Geschichte

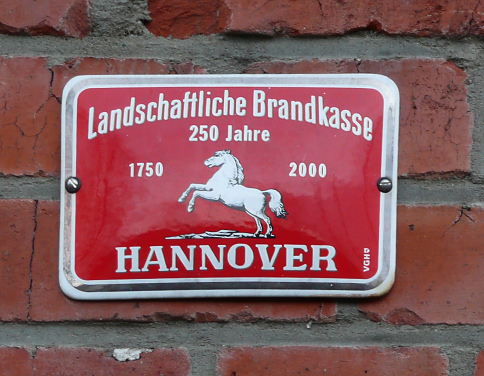
Schild der Brandkasse

Die Geschichte der VGH reicht bis ins Jahr 1750 zurück, als König Georg II am 27. März 1750 auf Initiative von Georg Wilhelm Ebell, der als Abt zu Loccum wiederum eine Anregung von Gottfried Wilhelm Leibniz aus dem Jahre 1678 aufnahm, eine Brand-Assecurations-Societät gründete, welche die Grundlage der späteren Landschaftlichen Brandkasse Hannover darstellte.
Im Jahr 1957 schlossen sich die Landschaftliche Brandkasse Hannover und die 1918 gegründete Provinzial Lebensversicherung Hannover zur Versicherungsgruppe Hannover (VGH) zusammen.
1996 wurde die Provinzial Krankenversicherung Hannover AG, die bis 2001 unter dem Namen Hanse Regional Krankenversicherung AG firmierte, in die VGH eingegliedert, und 2002 folgte die Eingliederung der Provinzial Pensionskasse Hannover AG.
Im August 2007 übernahm die VGH die Mehrheit an der Alten Oldenburger Krankenversicherung AG, die ab diesem Zeitpunkt mit der VGH-eigenen Provinzial Krankenversicherung Hannover AG als Gruppe fungierte.
2017 wurde die Futur X GmbH als unternehmensübergreifende Plattform gegründet, um zukünftige Projekte voranzutreiben. Im Januar 2020 erfolgte die vollständige Übernahme der Öffentlichen Versicherungen Sachsen-Anhalt (ÖSA).
Zum 1. Juli 2020 wurde Ulrich Knemeyer zum neuen Vorstandsvorsitzenden der VGH ernannt.
Im Jahr 2021 gründeten die VGH die 1750 Ventures GmbH, die für den Aufbau und die Verwaltung von Wagniskapitalanlagen zuständig ist.

## Unternehmensstruktur

### Organisation
Die VGH sind als öffentlich-rechtliche Versicherungsgruppe organisiert, die mit elf Regionaldirektionen in Niedersachsen und Bremen tätig ist. Die Regionaldirektionen sind für die Vertrags- und Schadenbearbeitung sowie die Vertriebssteuerung vor Ort zuständig.
Die Landschaftliche Brandkasse Hannover, die Provinzial Lebensversicherung Hannover, die Provinzial Krankenversicherung Hannover AG sowie die Provinzial Pensionskasse Hannover AG sind rechtlich eigenständige Versicherungen. Als Träger der Landschaftlichen Brandkasse Hannover agieren die sechs historischen Landschaften des ehemaligen Königreiches Hannover.
Träger der Provinzial Lebensversicherung sind die Landschaftliche Brandkasse Hannover und der niedersächsische Sparkassenverband.
Insgesamt beschäftigte die VGH-Versicherungsgruppe im Geschäftsjahr 2023 in Niedersachsen direkt oder mittelbar rund 3437 Mitarbeiter und erzielte ein Bruttobeitragsvolumen von 2,82 Milliarden Euro. Das Unternehmen unterhält 15 Standorte und 570 Agenturen.

### Beteiligungen
Im Verlauf der 1990er Jahre beteiligten sich VGH und Sparkassen an mehreren öffentlichen Versicherungen in Niedersachsen und an der ÖSA in Sachsen-Anhalt. Das sogenannte Bremer Modell stand dabei Pate. Kennzeichnend dafür war, dass nach der Eingliederung der Feuerversicherungsanstalt der Freien Hansestadt Bremen in diesen Verbund die Eigenständigkeit des Unternehmens als Bremer Regionalversicherer Öffentliche Versicherung Bremen erhalten blieb. Auch bei den Beteiligungen an den öffentlichen Versicherern in Ostfriesland, Oldenburg und Sachsen-Anhalt wurde die regionale Identität der Versicherungsunternehmen gewahrt, ihr Vertrieb aber um die Vorteile des Verbundes erweitert.

## Produkte

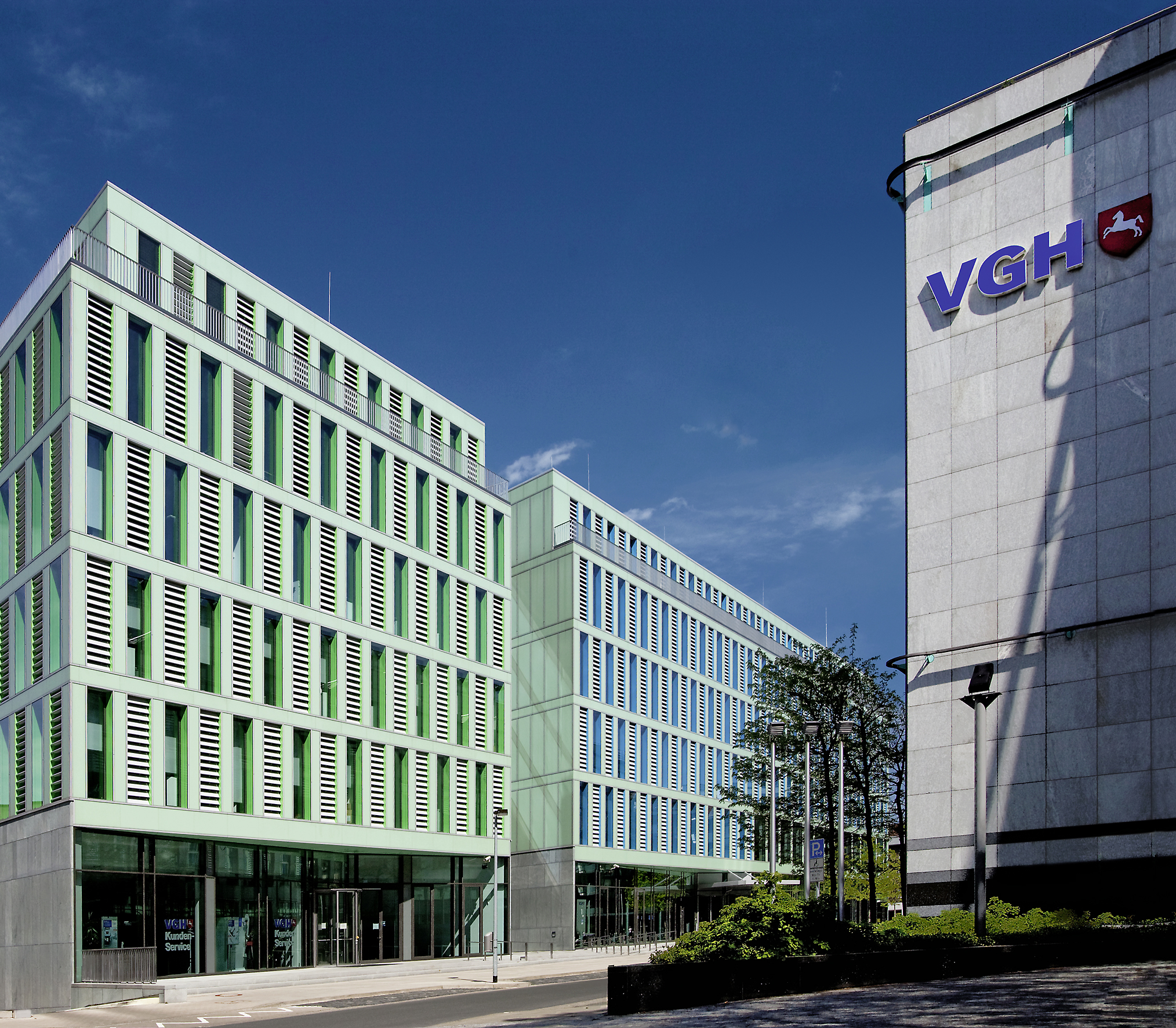
Neubau am Warmbüchenkamp, gegenüber dem Altbau

Die VGH bietet als Vollversicherer ein Angebot an Schaden- und Personenversicherungen aus den Bereichen Sach-, Haftpflicht-, Unfall-, Kraftfahrt-, Rechtsschutz-, Cyberrisiken-, Alters- und Risikovorsorge-, Kranken- und Pflegeversicherung an.

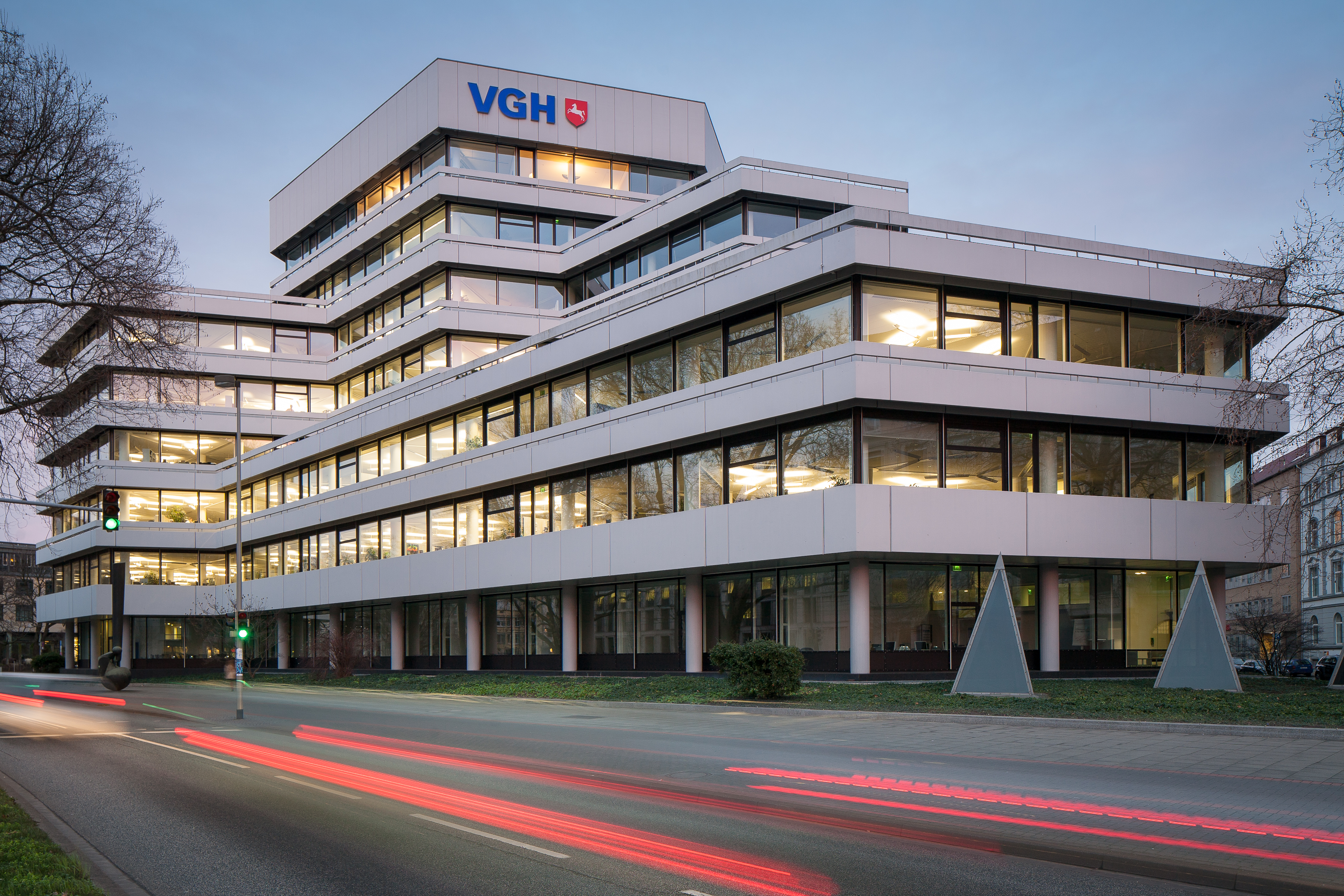
Unternehmenssitz nahe dem Aegidientorplatz in Hannover-Mitte, Altbau

## Spenden, Sponsoring und Stiftung
Die VGH und ihre im Jahr 2000 anlässlich des 250. Jahrestags gegründete VGH-Stiftung unterstützen durch Spenden und Sponsoring eine Vielzahl von gemeinwohlorientierten Projekten in den Bereichen Kultur, Sport, Soziales, Bildung und Wissenschaft in Niedersachsen und Bremen. Dazu gehören auch Initiativen, die dem öffentlichen Interesse dienen, wie die Unterstützung von Feuerwehren.
Im Bereich Breitensport engagiert sich die VGH besonders für den Reitsport und Fußball. Zu den pferdesportlichen Aktivitäten gehört die Austragung des VGH-Cups, eine Springturnierserie für Nachwuchsreiter, zudem ist das Unternehmen Mit-Sponsor des Hannoverschen Rennvereins und richtet den jährlichen VGH-Renntag auf der Galopprennbahn Neue Bult in Langenhagen aus.
Im Fußballsport sponsert die VGH den VGH Fairness-Cup und fungiert im Profifußball als Sponsor der Mannschaften von Hannover 96, dem VfL Wolfsburg und dem VfL Osnabrück.
Seit 2003 zeichnet die VGH zusammen mit dem Sparkassenverband und der Landesregierung jährlich elf bürgerschaftliche Projekte im Rahmen des Wettbewerbs „Unbezahlbar und Freiwillig – der Niedersachsenpreis für Bürgerengagement“ aus. Dieser Preis würdigt das ehrenamtliche Engagement in Niedersachsen und wirbt für freiwilligen Einsatz in verschiedenen Bereichen wie Soziales, Kultur, Sport, Gemeinschaft, Umwelt sowie Kirche und Religion.
Darüber hinaus ist die Versicherungsgruppe Sponsor des VGH-Fotopreises.